# Juhász Márta
Juhász Márta, Novákné (Kémes, 1938 –) magyar építészmérnök. A Csongrád megye Alkotói Díj, Csongrád megyei „Év Lakóháza” pályázati díj birtokosa.

## Szakmai pályája
1961-ben szerezte meg diplomáját, majd a 26. sz. ÁÉV pécsi hőerőmű építkezésén dolgozott, ahol jelentős kivitelezési gyakorlatra tett szert. 1962-től a Csongrád Megyei Tanácsi Tervező Vállalatnál (CSOMITERV) építész-tervező. 1989-től a CSOMITERV KÉMÉV DÉLÉP Kft. ügyvezetője. Az itt eltöltött évtizedes építész-tervezői tevékenysége során igen sokrétű, nagyságrendjében és funkcionális tartalmát illetően változatos építész feladatokat tervezett. Munkái közül több is Nívódíjban részesült, pályázatai közül több díjat is nyert. Az utóbbi évtizedekben a Novák Építésziroda munkatársaként több közintézmény tervezésében vett részt építész és belsőépítész munkatársként. 1975 óta magántervező. 1998-tól a TM Team Bt. tagja, majd 2000-től 2006-ig ügyvezetője. 1995 és 2009 között Szentes város főépítésze. Munkáit színesíti, hogy belsőépítészi tervezésekkel is foglalkozott. A Magyar Építész Kamara tagja.
Férje Novák István építészmérnök (1938–2013), akivel közösen is tervezett épületeket.

## Alkotásai
- Békés városközpontja (1964–1969)
- így Szentes, üzleteket, szolgáltatókat, képtárakat és 96 lakást magába foglaló épületegyüttes (Fehér Ház) (1970 előtt ezen a helyen a Haris-ház állt) (1970-1973)[1]
- Gyula városközpontja (1978–1986) .[2]
- Ády, többemeletes társasház (1979)[3]
- Csongrádi lakóház és üzletek[4]
- Szentes, Ravatalozó (?)[5]
- Szentes, Szent Miklós tér melletti háztömb rehabilitációs terve[6]

## Szakmai elismerései
Építésztervezői tevékenységét több díjjal jutalmazták, köztük
- a Csongrád megye Alkotói Díj
- Csongrád megyei "ÉV LAKÓHÁZA" pályázati díj